# Snowboard nos Jogos Olímpicos de Inverno de 2018 - Snowboard cross feminino
O snowboard cross feminino do snowboard nos Jogos Olímpicos de Inverno de 2018 foi disputado em 16 de fevereiro no Parque de Neve Phoenix, em Pyeongchang.
Esta foi a última participação olímpica da snowboarder brasileira Isabel Clark Ribeiro. Durante a última sessão de treinamento em 14 de fevereiro, Isabel sofreu uma queda e lesionou o joelho e calcanhar direitos. No dia seguinte Isabel anunciou que não havia se recuperado da lesão e que estava fora da competição. Antes dos Jogos, Clark vinha se recuperando de outro acidente em uma competição anterior, no qual ela lesionou o pescoço. Detentora do até então melhor resultado do Brasil em Jogos Olímpicos de Inverno, com o 9º lugar nos Jogos Olímpicos de 2006, Isabel Clark se retira do esporte sem uma sucessora nacional na modalidade.

## Medalhistas
| Ouro   | ITA Michela Moioli                  |
| Prata  | FRA Julia Pereira de Sousa Mabileau |
| Bronze | CZE Eva Samková                     |

## Resultados

### Qualificatória
A fase qualificatória foi realizada às 10:00. Inicialmente as 24 melhores avançariam para a fase eliminatória e haveria duas atletas eliminadas, mas como Isabel Clark Ribeiro e Meryeta Odine não fizeram suas descidas, todas as outras atletas se classificaram automaticamente e esta fase serviu apenas como rodada de ranqueamento. 
| Pos. | Ordem | Atleta                              | Descida 1 | Descida 2 | Melhor  | Notas |
| ---- | ----- | ----------------------------------- | --------- | --------- | ------- | ----- |
| 1    | 16    | CZE Eva Samková                     | 1:16.84   | —         | 1:16.84 | Q     |
| 2    | 2     | ITA Michela Moioli                  | 1:16.97   | —         | 1:16.97 | Q     |
| 3    | 6     | USA Faye Gulini                     | 1:17.74   | —         | 1:17.74 | Q     |
| 4    | 13    | USA Lindsey Jacobellis              | 1:18.05   | —         | 1:18.05 | Q     |
| 5    | 8     | FRA Charlotte Bankes                | 1:18.18   | —         | 1:18.18 | Q     |
| 6    | 4     | FRA Chloé Trespeuch                 | 1:18.51   | —         | 1:18.51 | Q     |
| 7    | 18    | SUI Simona Meiler                   | 1:18.95   | —         | 1:18.95 | Q     |
| 8    | 7     | FRA Nelly Moenne-Loccoz             | 1:20.23   | —         | 1:20.23 | Q     |
| 9    | 5     | BUL Aleksandra Zhekova              | 1:20.23   | —         | 1:20.23 | Q     |
| 10   | 10    | AUS Belle Brockhoff                 | 1:20.34   | —         | 1:20.34 | Q     |
| 11   | 24    | USA Meghan Tierney                  | 1:20.52   | —         | 1:20.52 | Q     |
| 12   | 17    | OAR Mariya Vasiltsova               | 1:20.57   | —         | 1:20.57 | Q     |
| 13   | 1     | CAN Zoe Bergermann                  | 1:21.57   | 1:18.65   | 1:18.65 | Q     |
| 14   | 19    | OAR Kristina Paul                   | 1:21.93   | 1:19.93   | 1:19.93 | Q     |
| 15   | 12    | FRA Julia Pereira de Sousa Mabileau | 1:21.72   | 1:20.17   | 1:20.17 | Q     |
| 16   | 21    | SUI Alexandra Hasler                | 1:20.87   | 1:20.49   | 1:20.49 | Q     |
| 17   | 20    | GBR Zoe Gillings-Brier              | 1:20.99   | 1:20.84   | 1:20.84 | Q     |
| 18   | 11    | CAN Carle Brenneman                 | 1:21.57   | 1:20.89   | 1:20.89 | Q     |
| 19   | 9     | ITA Raffaella Brutto                | DNF       | 1:21.14   | 1:21.14 | Q     |
| 20   | 14    | CAN Tess Critchlow                  | 1:21.39   | 1:21.83   | 1:21.39 | Q     |
| 21   | 15    | SUI Lara Casanova                   | 1:22.26   | DNS       | 1:22.26 | Q     |
| 22   | 22    | GER Jana Fischer                    | 1:22.92   | DNF       | 1:22.92 | Q     |
| 23   | 25    | POL Zuzanna Smykała                 | 1:23.41   | 1:23.44   | 1:23.41 | Q     |
| 24   | 26    | CZE Vendula Hopjáková               | DNF       | DNF       | DNF     | Q     |
| 25   | 3     | CAN Meryeta Odine                   | DNS       | DNS       | DNS     |       |
| 26   | 23    | BRA Isabel Clark Ribeiro            | DNS       | DNS       | DNS     |       |

### Fase eliminatória
As três primeirss de cada bateria avançam para a fase seguinte. Nas semifinais as três primeiras de cada bateria vão para a grande final e as três restantes para a pequena final. 

#### Quartas de final
| Pos. | Bib | Atleta                  | Notas |
| ---- | --- | ----------------------- | ----- |
| 1    | 9   | BUL Aleksandra Zhekova  | Q     |
| 2    | 1   | CZE Eva Samková         | Q     |
| 3    | 8   | FRA Nelly Moenne-Loccoz | Q     |
| 4    | 17  | GBR Zoe Gillings-Brier  |       |
| 5    | 16  | SUI Alexandra Hasler    |       |
|      | 24  | CZE Vendula Hopjáková   | DNS   |

| Pos. | Bib | Atleta                 | Notas |
| ---- | --- | ---------------------- | ----- |
| 1    | 4   | USA Lindsey Jacobellis | Q     |
| 2    | 20  | CAN Tess Critchlow     | Q     |
| 3    | 5   | FRA Charlotte Bankes   | Q     |
| 4    | 21  | SUI Lara Casanova      |       |
|      | 12  | OAR Mariya Vasiltsova  | DNF   |
|      | 13  | CAN Zoe Bergermann     | DNF   |

| Pos. | Bib | Atleta               | Notas |
| ---- | --- | -------------------- | ----- |
| 1    | 6   | FRA Chloé Trespeuch  | Q     |
| 2    | 14  | OAR Kristina Paul    | Q     |
| 3    | 19  | ITA Raffaella Brutto | Q     |
| 4    | 22  | GER Jana Fischer     |       |
| 5    | 11  | USA Meghan Tierney   |       |
| 6    | 3   | USA Faye Gulini      |       |

| Pos. | Bib | Atleta                              | Notas |
| ---- | --- | ----------------------------------- | ----- |
| 1    | 2   | ITA Michela Moioli                  | Q     |
| 2    | 15  | FRA Julia Pereira de Sousa Mabileau | Q     |
| 3    | 10  | AUS Belle Brockhoff                 | Q     |
| 4    | 18  | CAN Carle Brenneman                 |       |
| 5    | 23  | POL Zuzanna Smykała                 |       |
| 6    | 7   | SUI Simona Meiler                   |       |

#### Semifinais
| Pos. | Bib | Atleta                  | Notas |
| ---- | --- | ----------------------- | ----- |
| 1    | 1   | CZE Eva Samková         | Q     |
| 2    | 4   | USA Lindsey Jacobellis  | Q     |
| 3    | 9   | BUL Aleksandra Zhekova  | Q     |
| 4    | 20  | CAN Tess Critchlow      |       |
| 5    | 8   | FRA Nelly Moenne-Loccoz |       |
|      | 5   | FRA Charlotte Bankes    | DNF   |

| Pos. | Bib | Atleta                              | Notas |
| ---- | --- | ----------------------------------- | ----- |
| 1    | 2   | ITA Michela Moioli                  | Q     |
| 2    | 6   | FRA Chloé Trespeuch                 | Q     |
| 3    | 15  | FRA Julia Pereira de Sousa Mabileau | Q     |
|      | 14  | OAR Kristina Paul                   | DNF   |
|      | 10  | AUS Belle Brockhoff                 | DNF   |
|      | 19  | ITA Raffaella Brutto                | DNF   |

#### Finais
Pequena final
| Pos. | Bib | Atleta                  | Notas |
| ---- | --- | ----------------------- | ----- |
| 7    | 5   | FRA Charlotte Bankes    |       |
| 8    | 19  | ITA Raffaella Brutto    |       |
| 9    | 20  | CAN Tess Critchlow      |       |
| 10   | 8   | FRA Nelly Moenne-Loccoz |       |
| 11   | 10  | AUS Belle Brockhoff     |       |
| 12   | 14  | OAR Kristina Paul       | DNF   |

Grande final
| Pos. | Bib | Atleta                              | Notas |
| ---- | --- | ----------------------------------- | ----- |
| 01 ! | 2   | ITA Michela Moioli                  |       |
| 02 ! | 15  | FRA Julia Pereira de Sousa Mabileau |       |
| 03 ! | 1   | CZE Eva Samková                     |       |
| 4    | 4   | USA Lindsey Jacobellis              |       |
| 5    | 6   | FRA Chloé Trespeuch                 |       |
| 6    | 9   | BUL Aleksandra Zhekova              |       |

Legenda
| Recorde mundial      | Recorde mundial (World record)               |                       | Recorde africano                      | Recorde africano (African) |                                           | Q | Classificado por posição (Qualified) |
| Recorde olímpico     | Recorde olímpico (Olympic record)            | Recorde da América    | Recorde da América (Americas)         | q                          | Classificado por melhor tempo (Qualified) |   |                                      |
| Melhor marca do ano  | Melhor marca do ano (World leading)          | Recorde asiático      | Recorde asiático (Asian)              | DNS                        | Não largou (Did not start)                |   |                                      |
| Recorde nacional     | Recorde nacional (National record)           | Recorde europeu       | Recorde europeu (European)            | DNF                        | Não terminou (Did not finish)             |   |                                      |
| Recorde pessoal      | Recorde pessoal do atleta (Personal best)    | Recorde da Oceania    | Recorde da Oceania (Oceania)          | DSQ / DQ                   | Desclassificado (Disqualified)            |   |                                      |
| Recorde da temporada | Recorde da temporada do atleta (Season best) | Recorde sul-americano | Recorde sul-americano (South America) | NM                         | Sem marca (No mark)                       |   |                                      |